# Панкратион
Панкратионът (на гръцки: παγκράτιον) е спорт, произхождащ от Древна Гърция, въведен е в програмата на древните олимпийски игри през 648 г. пр.н.е.
Спортът е представлявал съчетание от бокс и борба. В древния панкратион е имало само три правила – не е било позволено да се атакуват очите на противника, да се хапе и да се удря в гениталиите. За кратко време той става много популярен в целия древногръцки свят. Тежките травми и смъртните случаи са били често срещани в боевете. Тренировките са се провеждали на специални места, наречени палестри (тренировъчни зали). Участниците в боевете се изтегляли чрез жребий от сребърна урна. Не са съществували категории и времетраенето на боевете не е било разпределено в рундове.
Аматьорски панкратион е представен отново на общността на бойните изкуства чак през 1969 г. от американския майстор от гръцки произход Джими Арванитис и постепенно става популярен по света след представянето му на корицата на списание Black Belt през 1973 г. Този опит за популяризиране на спорта се смята за една от първите стъпки за създаване на съвременните смесени бойни изкуства.
През 1999 г. в Гърция е основана Международната федерация по панкратион (на английски: World Pangration Athlima Federation, WRAF), чиято цел е да пропагандира и развива съвременен вариант на панкратиона. Правилата на съвременния спорт са модернизирани и се организират множество турнири (включително световни първенства). Състезанията се провеждат на борцов тепих, мата. Разрешени прийоми са хващане, хвърляне, душене и удари с юмруци и ритници (също с коляното) в тялото и бедрата. Играчите са облечени в сини или бели дрехи. Защитно оборудване са тънки ръкавици (които позволяват захвати), кори за крака, предпазител за слабините и защитна гума за зъби. Жените могат да използват и защитен нагръдник. Мъжете се състезават в осем, а жените в шест категории според теглото. В днешно време панкратион е модерен и популярен боен спорт. В света има множество организации, които го развиват и популяризират.